# Temple (Texas)
Temple je město ve Spojených státech amerických. Nachází se v okrese Bell County ve státě Texas. Ve městě žije přibližně 82 tisíc obyvatel a jeho rozloha činí 179,8 km². Leží v oblasti Centrálního Texasu 124 mil severně od Fort Worth, 130 mil severovýchodně od Dallasu, 147 mil jihozápadně od San Antonia, 168 mil jihovýchodně od Houstonu, 65 mil severně od Austinu, 34 mil jižně od města Waco a 27 mil východně od města Killeen.
Město bylo založeno 29. června 1881. Ve městě se nachází čtyři velká zdravotnická zařízení a místní pobočku má ve městě mimo jiné Poštovní služba Spojených států amerických.

## Rodáci
- Lisa Kleypas (* 1964) – americká spisovatelka
- Bernard Anthony Harris (* 1956) – americký astronaut